# Fabrizio Rossi
Fabrizio Rossi (Montalcino, 2 marzo 1975) è un politico italiano.

## Biografia
Nato a Montalcino, ma cresciuto a Grosseto, esercita la professione di avvocato nel capoluogo maremmano. Alle amministrative del 2011 è stato eletto al consiglio comunale di Grosseto per Il Popolo della Libertà, sedendo tra i banchi dell'opposizione. In seguito ha aderito a Fratelli d'Italia, partito del quale è stato coordinatore provinciale sin dalla sua fondazione e per il quale è stato rieletto alle comunali del 2016. Il 27 giugno 2016 è stato nominato assessore all'urbanistica e allo sport nella giunta presieduta dal sindaco Antonfrancesco Vivarelli Colonna.
Nel novembre 2020 diviene coordinatore regionale di Fratelli d'Italia. Alle elezioni comunali di Grosseto del 2021 è il più votato tra i candidati al consiglio comunale, con 1 376 preferenze personali. Il 18 ottobre è riconfermato assessore per un secondo mandato e nominato vicesindaco di Grosseto. Alle elezioni politiche del 2022 viene eletto deputato nel collegio uninominale di Grosseto con il 40,7% dei voti, avendo la meglio sull'ex presidente regionale Enrico Rossi, candidato del Partito Democratico.